# Фрідріх Ніцше
Фрі́дріх Ві́льгельм Ні́цше (нім. Friedrich Wilhelm Nietzsche, МФА: [ˈfʁiːdʁɪç ˈvɪlhəlm ˈniːtʃə]; 15 жовтня 1844, село Рекен, (нині район Бургенланд земля Саксонія-Ангальт), Прусське королівство, Німецький союз — 25 серпня 1900, Веймар (нині земля Тюрингія), Німецька імперія) — німецький філософ, психолог і класичний філолог, представник ірраціоналізму.

## Біографія
Ніцше народився 15 жовтня 1844 року в Рекені (недалеко від Лейпцига, східна Німеччина) у родині лютеранського пастора Карла Людвіга Ніцше (1813—1849). Під час навчання в гімназії виявив значні здібності до філології та музики. У 1864–69 роках Ніцше вивчав теологію та класичну філологію в Боннському і Лейпцизькому університетах. У цей же період познайомився з творами Шопенгауера і став шанувальником його філософії. На розвиток Ніцше також сприятливо вплинула дружба з Ріхардом Вагнером, яка тривала дуже багато років. У 23-річному віці був призваний до прусської армії і зарахований у кінну артилерію, але, отримавши травму, демобілізувався.
Він піддав різкій критиці релігію, культуру і мораль свого часу і розробив власну етичну теорію. Ніцше був швидше літературним, ніж академічним філософом, і його твори мають афористичний характер. Філософія Ніцше справила великий вплив на формування екзистенціалізму і постмодернізму і також стала дуже популярна в літературних і артистичних колах. Інтерпретація його праць досить різноманітна і викликає багато суперечок.

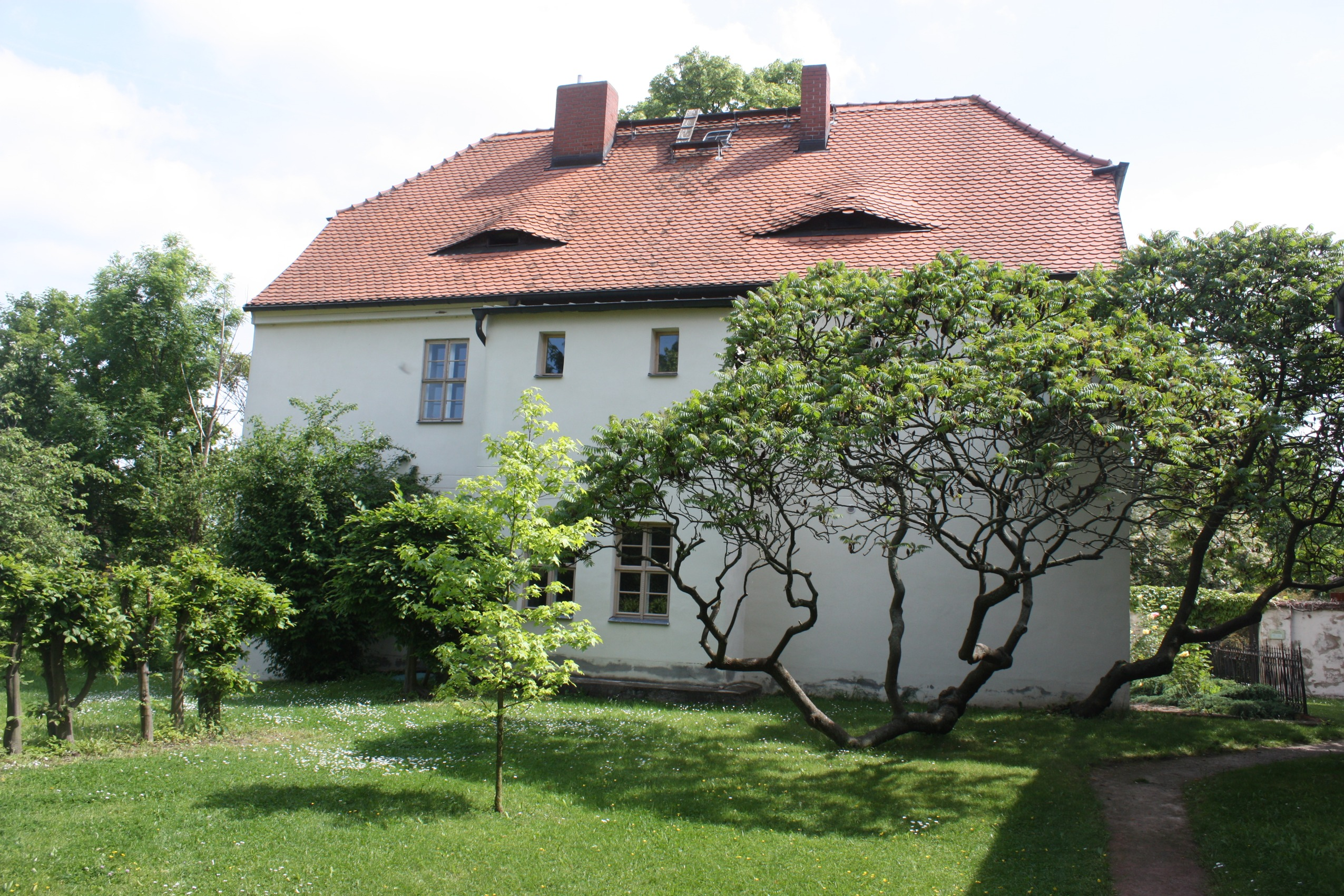
Будинок в Рекені, де народився Фрідріх Ніцше

Був агресивним критиком традиційної моралі, утилітаризму, тодішньої філософії, матеріалізму, німецького ідеалізму, німецького романтизму та сучасного йому життя в цілому. Він є одним із найбільш читаних мислителів. Ніцше створив велику кількість афоризмів і експериментальних форм письма. Хоча його творчість була згодом спотворена й асоційована то з філософським романтизмом, то з нігілізмом, то з антисемітизмом і навіть з нацизмом — сам Ніцше гаряче відкидав свою належність до тих із цих форм, що вже існували в його час, аж до прямого протистояння їм. Себе Ніцше назвав філософом неприємних істин. Його часто вважали натхненником філософського та літературного екзистенціалізму, а пізніше й постмодернізму. У багатьох відношеннях його погляди важко зрозуміти в будь-якій систематизованій формі. Говорити про цілісне вчення Ніцше, мабуть, не можна. А його творчість була й залишається предметом палких суперечок.
Окремо, щодо концепції про надлюдину. Радянська марксистсько-ленінська ідеологічна пропаганда називала Фрідріха Ніцше провісником фашизму, але сучасні філософи одностайно сходяться на думці, що Ніцше не був ані фашистом, ані нацистом. Це підтверджує той факт, що німецький філософ писав про «надлюдину» як про окремий об'єкт людської спільноти. Всупереч цьому фашизм розглядається як колективне явище або інакше стадний інстинкт.
Ніцше розкривав концепцію надлюдини через гостру критику християнської релігії, до своєї смерті встиг видати першу частину атеїстичної книги «Антихристиянин» («Антихрист»):
Іншою його широко відомою фразою є:

## Життя і діяльність

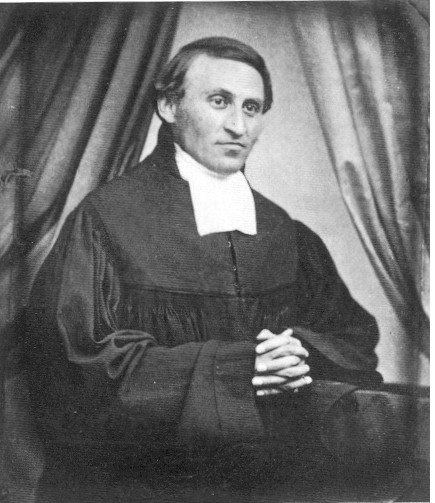
Батько філософа Карл Людвиг Ніцше

Фрідріх Ніцше — філософ, що частіше за інших був приреченим на нерозуміння читача. З його цитат, напевно, найвідомішими вважають «Бог помер» та «Якщо ти йдеш до жінки, не забудь батіг!». Проте мало хто знає Ніцше — людину, яка була сором'язливою у спілкуванні з жінками, Ніцше — композитора і музиканта, що ненавидів антисемітизм, та дуже оригінального мислителя, який яскраво вплинув на діячів XX століття (Зигмунд Фрейд, Жан-Поль Сартр, Райнер Марія Рільке, Стефан Цвейг, Томас Манн, Герман Гессе, Жак Дерріда).
І дідусь, і тато Ніцше, Карл Людвіг Ніцше (1813—1849), були лютеранськими пасторами, тому після його народження, батьки вважали, що сімейна традиція знайде своє продовження, тим паче, що за материнською лінією також були пастори. При хрещенні батько дав синові ім'я Фрідріха Вільгельма, оскільки вважав прусського короля Фрідріха Вільгельма Четвертого своїм благодійником.

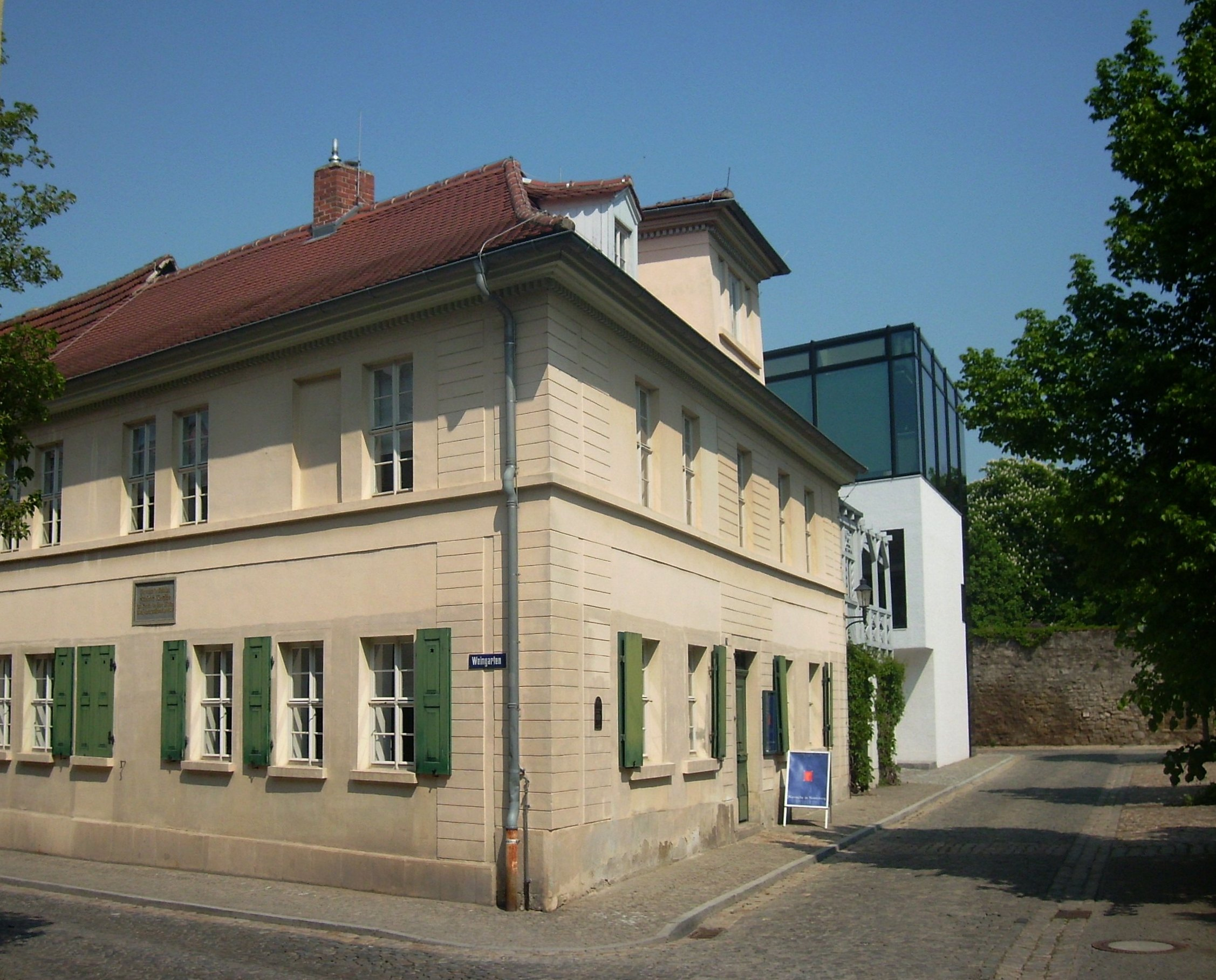
Будинок в Наумбурзі, де мешкала родина Ніцше

За першою дитиною на світ з'явилось ще двоє: Елізабет та Йозеф. Коли Фрідріху було 5 років, помер його батько. Родина переїхала до Наумбурга, до бабусі та двох старших сестер матері. Після того, як помер дворічний Йозеф, Фрідріх залишився єдиним чоловіком в сім'ї серед п'яти жінок.
Маленький Фрідріх був дуже розумною дитиною. У першому класі майже з усіх предметів був відмінником. У той час він був дуже релігійним. Свідки розповідали, що коли Фрідріх читав цитати з Біблії, всі довкола плакали.
Досить рано стало помітним, що хлопчик є незвичайною дитиною. У 10 років він писав вірші та музичні твори, а в 14 років почав писати автобіографію. Фрідріх полюбляв давні мови: грецьку мову, латину.

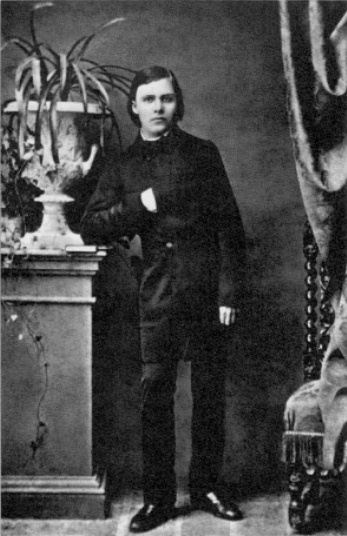
Фрідріх у 1861 році

У 1864 році в Бонні він обрав для свого навчання богослов'я та класичну філологію. Хоча перше він обрав лише для спокою матері, оскільки на той час вже не був релігійною людиною (відмовився від відвідування богослужінь у церкві). Наступного року його вчитель узяв Фрідріха із собою до Лейпцига. Цей період став важливим для Ніцше як в позитивному, так і в негативному значенні. У Ніцше з'явилися перші сумніви щодо філології. Він назвав її «побічною дитиною богині філософії від якогось ідіота або кретина». Нарешті, саме в Лейпцигу Ніцше познайомився з двома людьми. З першим із них Ніцше зустрівся не особисто, а через книгу — «Світ як воля та уявлення» Шопенгауера. Ніцше був у захваті від цього твору. Йому також імпонувало те, що Шопенгауер вважав музику найвищою формою вираження мистецтва. Друга людина — це Ріхард Вагнер, який відіграв для Ніцше не тільки роль друга, але й роль батька.
За законом через рік Ніцше мусив пройти військову службу. Проте під час вправ верхи він отримав тяжку травму, і, не сказавши ні слова, доїхав до казарми, де впав непритомний. За це його достроково демобілізували.
У 1869 році він був близьким до захисту дисертації. Проте, ще не закінчивши навчання, отримав пропозицію обійняти посаду професора класичної філології. Це цікаво ще й тому, що в цей час він остаточно відмовився від філології, у листі своєму другові написав, що їй місце — серед іншого мотлоху наших предків.
Його поважали співробітники, лекції відвідувало багато студентів.

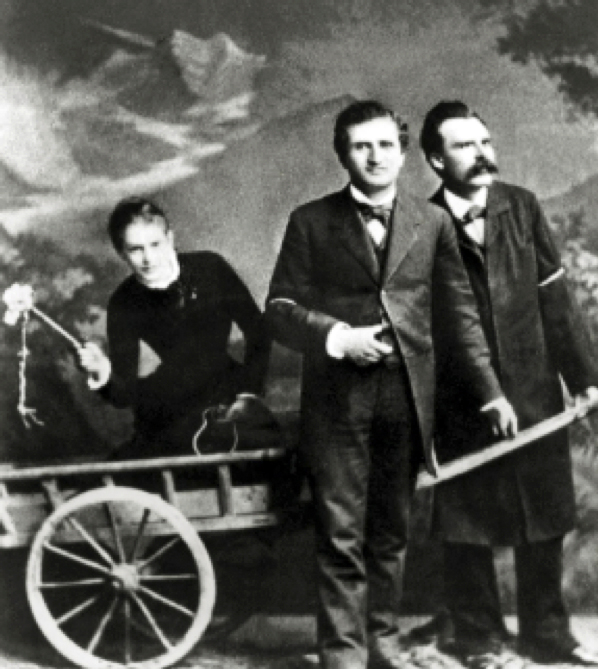
«Диявольська трійця»: Лу Саломе, Пауль Ре, Фрідріх Ніцше

У 1870 році почалася Франко-пруська війна, Ніцше вирушив на фронт. 11 серпня він отримав дозвіл від університету, але, з огляду на нейтралітет Швейцарії, міг діяти тільки як медичний ординарець. Під час перевезень стражденних поранених, за якими доводиться доглядати близько трьох діб, в товарних вагонах Ніцше захворів на дифтерію і шигельоз (тоді називалась хвороба дизентерією) і вже не повернувся до театру бойових дій. Наприкінці жовтня повернувся до Базелю, щоб розпочати викладання. Після цієї невдалої служби мав хронічні проблеми з травленням, геморой, безсоння та депресію. Він тоді написав книгу «Народження трагедії з духу музики». У ній йдеться про те, що в Древній Греції трагедія виникла з двох протилежних принципів — «діонісійського» та «аполлонського». Занепад трагедії був пов'язаним із «сократичним духом», раціоналізмом.
Вагнер високо оцінив цей твір, писав, що не читав нічого дивовижнішого від цієї книги. Але у всіх інших книга не знайшла визнання. Тож книга стала для автора справжньою катастрофою — він втратив свій авторитет гарного професора, а його лекції все рідше відвідували студенти.
Через чотири роки до свого завершення підійшла дружба між Ніцше і Вагнером. І це також стало важкою втратою для Фрідріха. Одночасно серйозно погіршилося здоров'я Ніцше. Медики не дійшли згоди щодо хвороби, на яку страждав Ніцше. Більшість з них називає спадкову хворобу.
Наступні 10 років Ніцше провів як вільний філософ. Він подорожував у пошуках придатного для його стану клімату, проте так і не знайшов його. Незважаючи на стан здоров'я, він продовжував писати. У 1880 році світ побачили «Ранкова зоря», «Людське, надто людське». У 1882 році — «Весела наука». Цей твір вважається прелюдією до найвідомішої книги Ніцше — «Так говорив Заратустра». Оцінюючи цю книгу, думки різко розходяться. Деякі вважають її справжнім одкровенням. Інші — погано написаною книгою без почуття гумору, у якій проявляється лише егоїзм автора. Філософія Ніцше у Заратустрі побудована на двох головних ідеях: «вічне повернення» та «надлюдина». Сенс життя — це воля до влади. Шлях до надлюдини проходить три етапи: «верблюд», «лев», «дитина». Спочатку в людини є лише віра, що дісталася у спадок, потім настає нігілізм — відмова від цієї віри, і, врешті решт, людина розуміє, що «бог помер», що не існує абсолютної моралі чи релігії. Лише тоді людина по-справжньому звільняється та може керувати собою самостійно. Сам Ніцше називав книгу п'ятим Євангелієм. Тому він був розчарований, коли твір не прийняв читач (як й інші його книги за життя автора).
У 1885 році сестра Ніцше одружилася з запеклим антисемітом та перейняла думки чоловіка. Вона зобов'язала себе видавати книги Фрідріха після його смерті й при цьому друкувала їх у певному ракурсі.

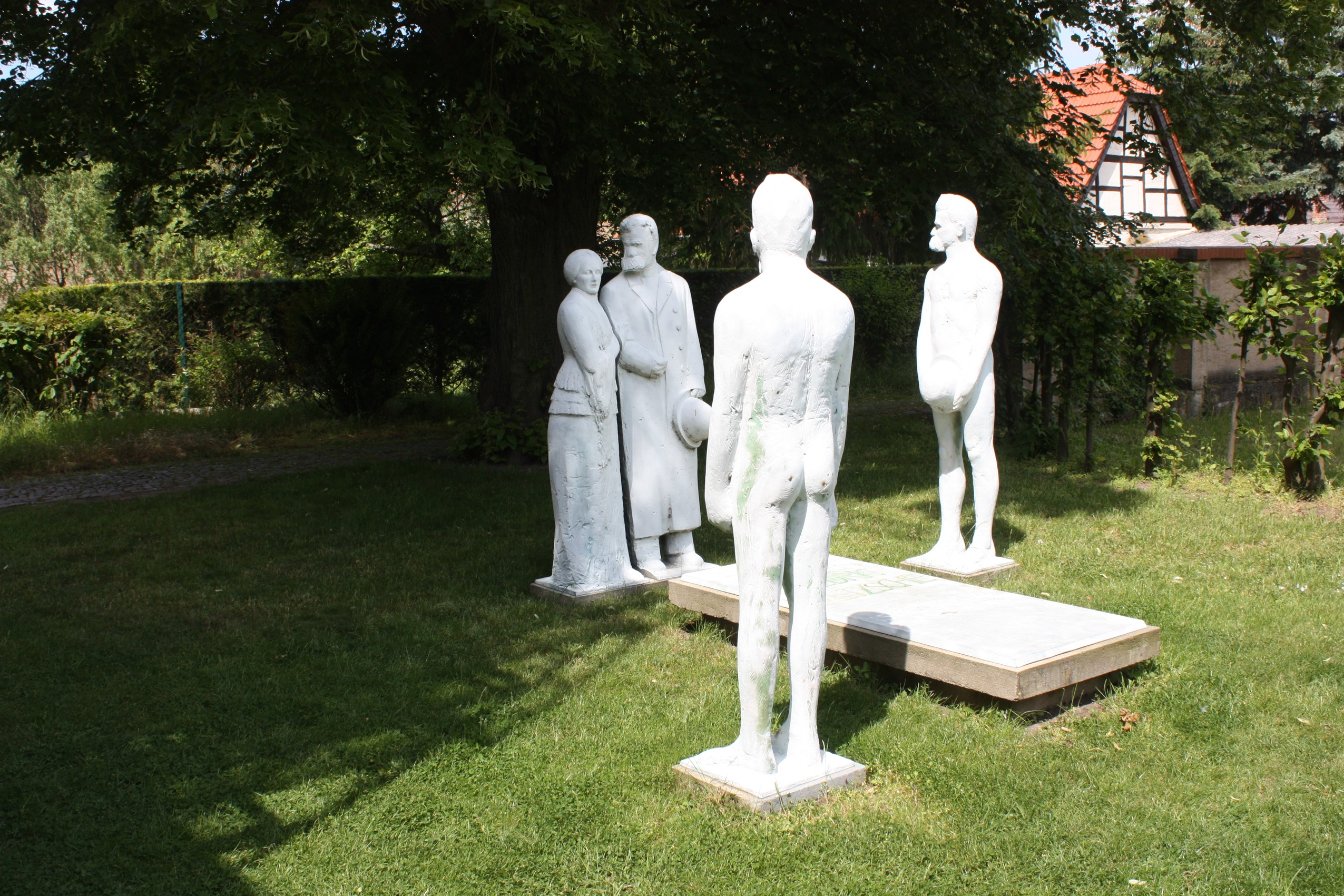
Скульптурна композиція на могилі Ніцше в Рекені

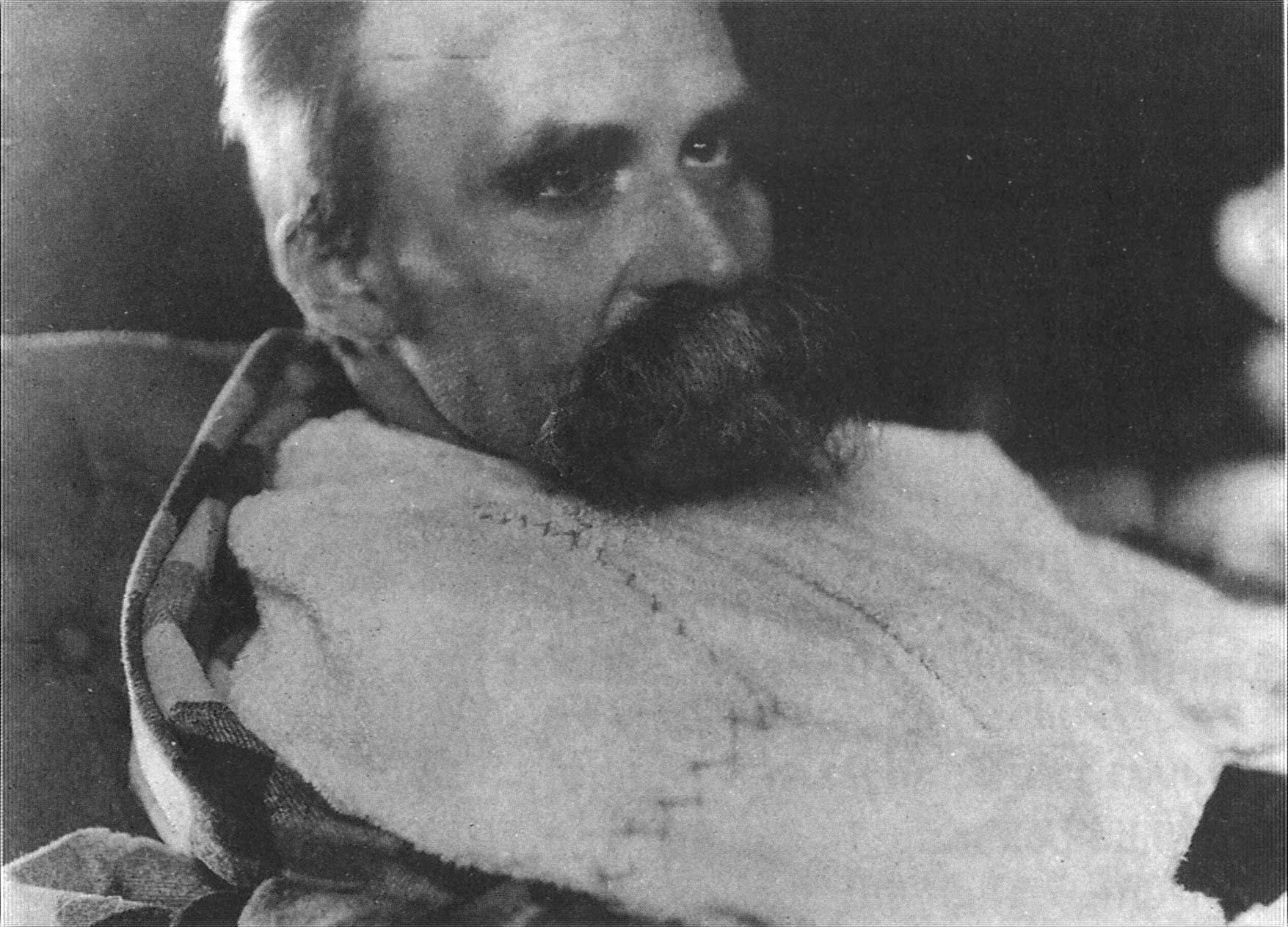
Ніцше у 1899 році

Після видання «Заратустри» справи Ніцше погіршилися. Поступово виявлялося наближення божевілля. У січні 1889 року в результаті нервового приступу в Турині його було відправлено до психіатричної клініки в Єнському університеті. Його мати наглядала за ним, а після її смерті це робили його сестри. А тим часом до Ніцше прийшла слава і популярність. Проте сам він цього вже не дізнався, бо помер.
Проведена психіатрична діагностика Ніцше однозначно виявила сифілітичну інфекцію з червня 1865 року, яка руйнувала його мозок, однак не спричинила майже до кінця життя повного затьмарення розуму. У останні місяці його життя, починаючи з березня 1890 року, хвороба досягла свого піку, розвився так званий сифілітичний прогресивний параліч, який призвів до божевілля та паралічу кінцівок.
Фрідріх Ніцше пішов із життя 25 серпня 1900 року у Веймарі. Похований поруч із старовинною церквою XII століття в рідному Рекені, в сімейній усипальниці.

### Громадянство, національність, етнічна приналежність

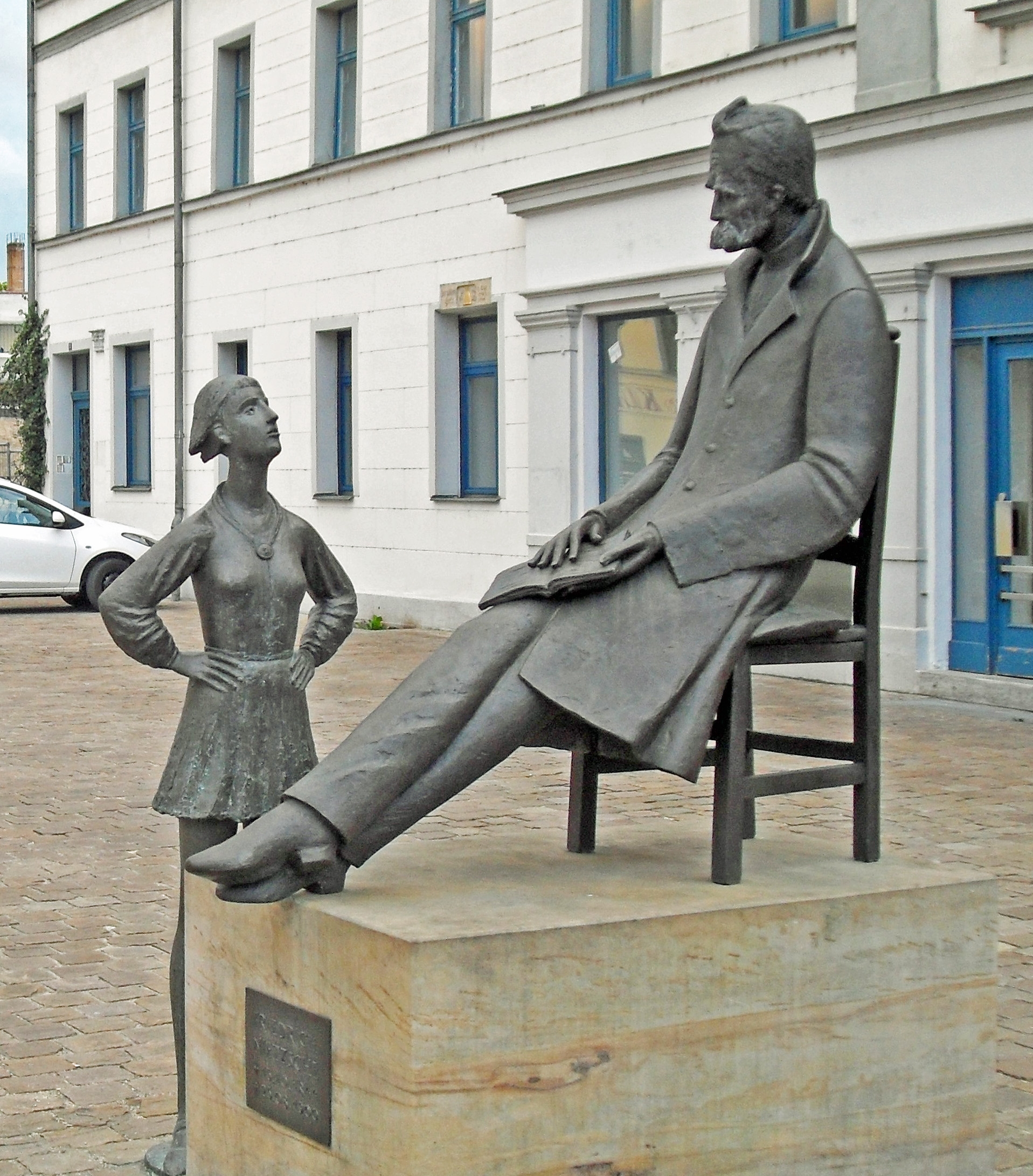
Пам'ятник Ніцше в Наумбурзі

Ніцше зазвичай зараховують до філософів Німеччини. Сучасної єдиної національної держави, яку зараз називають Німеччиною, на момент його народження ще не існувало, а була спілка німецьких держав, і Ніцше був громадянином однієї з них, на той час Пруссії. Коли Ніцше отримав посаду професора в Базельському університеті, він подав заяву на анулювання його прусського громадянства. Офіційна відповідь, що підтверджувала анулювання громадянства, прийшла у вигляді документа, датованого 17 квітня 1869 року. До кінця свого життя Ніцше залишався офіційно особою без громадянства.
Існує поширена думка, що предки Ніцше були поляками. До кінця свого життя Ніцше сам підтверджував цей факт. У 1888 році він писав: «Мої предки були польськими дворянами (Ніцькі)». В одному з висловлювань Ніцше ще більш рішуче висловився щодо свого польського походження: «Я чистокровний польський дворянин, без жодної краплі брудної крові, звичайно, без німецької крові». В іншому висловлюванні Ніцше заявив: "Німеччина велика нація лише тому, що в жилах її народу тече настільки багато польської крові… Я пишаюся своїм польським походженням " . В одному з листів він свідчить: «Мене виховували відносити походження моєї крові й імені до польських вельмож, які величалися Ніцькими, і які залишили свій будинок і титул близько ста років тому, поступившись у результаті нестерпного тиску — вони були протестантами». Ніцше вважав, що його прізвище могло бути германізоване.
Більшість вчених заперечують думку Ніцше про походження його сім'ї. Ганс фон Мюллер спростовував висунутий сестрою Ніцше родовід на користь благородного польського походження. Макс Олер, хранитель архіву Ніцше у Веймарі, стверджував, що всі предки Ніцше носили німецькі імена, навіть сім'ї дружин. Олер стверджує, що Ніцше вийшов з давнього роду німецьких лютеранських священнослужителів з обох сторін його сім'ї, і сучасні вчені розглядають твердження Ніцше про його польське походження як «чисту вигадку». Коллі й Монтінарі, редактори збірки листів Ніцше, характеризують заяви Ніцше як «безпідставну» і «помилкову думку». Саме по собі прізвище Nietzsche не є польським, але поширене по всій центральній Німеччині у цій та споріднених їй формах, наприклад, Nitsche і Nitzke. Прізвище походить від імені Ніколаус, скорочено Нік, під впливом слов'янського імені Ніц спочатку придбала форму Nitsche, а потім Nietzsche.
Невідомо, чому Ніцше хотів, щоб його зараховували до знатного польському роду. За словами біографа Р. Дж. Холлінгдейла, твердження Ніцше про його польське походження, можливо, були частиною його «кампанії проти Німеччини».

## Три періоди творчості

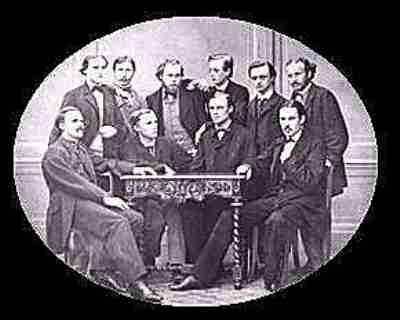
Філологічний клуб в Лейпцигу, липень 1866. Крайній зліва (сидить) — Фрідріх Ніцше. Крайній справа (сидить) — Ервін Роде

Ніцше утверджувався як філософ під впливом Шопенгавера. Ввібравши основні ідеї останнього, він їх збагатив власним розумінням природи і світу, додав до них здорову долю волюнтаризму. Згодом у Ніцше все більше вимальовується власна філософська доктрина, змінюється політична концепція світосприйняття. Його філософія втрачає зв'язок з Шопенгауром і починає вибудовуватися на ірраціоналізмі та волюнтаризмі — двох наріжних каменях ніцшеанства.
Ніцше в свою чергу вплинув на низку мислителів та інтелектуалів. До цього списку можна віднести Л. Лестова, Бернарда Шоу, Германа Гессе, Жана-Поля Сартра, Альберта Швейцера, Стефана Цвейга, Альбера Камю. Цікавий той факт, що Камю називав Ніцше основоположником європейського нігілізму, а сам Ніцше це заперечував. Однак його критика людини і суспільства була нещадна. Він не стільки відкидав якесь світобачення, як, ніби насміхаючись, хотів сказати: спробуйте, побачимо що з цього вийде (власне, це стосується соціалізму).
Глибоко вплинула на Фрідріха Ніцше музика Ріхарда Вагнера. Філософ був просто зачарований нею і, відповідно, самим Вагнером. Проте це не заважає йому згодом написати книгу «Несвоєчасні міркування», де він піддає його критиці.
Також нищівної критики зазнавав Гегель. Він був чи не основним ворогом Ніцше в питаннях філософії. Два мислителі пропагували зовсім полярні бачення світу, які ні за яких обставинах не поєднувалися.
Отже, під дією тих чи інших філософів, а також на противагу тим чи іншим філософам, Ніцше вибудовував свою власну концепцію світосприйняття. Її в цілому за ступенем розвитку поділяють на три періоди.

### 1872—1876 роки
Написано перші роботи: «Народження трагедії з духу музики» (1872); «Філософія в трагічну епоху Греції» (1873); «Про істину й неправду в позаморальному розумінні» (1873); «Наука й мудрість у боротьбі» (1875); «Несвоєчасні міркування» (1873—1876).
Уже в цей період Ніцше охоплюють душевні страждання, що знайшли відображення в його творчості. Усвідомлення трагічності буття змушує людину піднестися над нею: «Людина повинна знайти в собі щось таке, щоб не боятися цього світу». Ніцше був переконаний, що в цьому світі не можна знайти справжній прихисток від страждань, заподіяних зовнішнім світом сприйнять, тому він прагнув піднестися вгору. У певному розумінні він перетворився на фанатика віри. Сам розвиток науки був для нього внутрішньою трагедією, трагедією сучасної науковості.
Протилежність життя й розуму стає основою ніцшеанської теорії.
Свій перший твір він присвятив аналізу культури античної Греції, зокрема розгляду античної трагедії; він розвиває ідею типології культури, означену Шиллером, Шеллінгом, іншими німецькими романтиками. Предметом його поклоніння в перший період було мистецтво. Він порівнює два начала:
- діонісійське — життєве, буйне, трагічне;
- аполлонівське — споглядальне, однобічно інтелектуальне.

Філософ усвідомлює рівновагу двох начал: буйного й спокійного. Уже тут містяться зачатки вчення про «буття» як стихійне зіткнення, розвинутого пізніше у вченні про прагнення до сили, яке властиве всьому живому, що прагне до свого самоствердження.

### 1878—1882

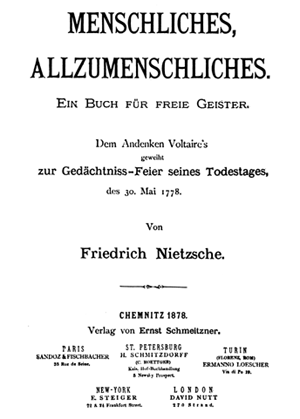
«Людське, занадто людське». Видання 1878 року

Ніцше розробляє проблеми людського пізнання, виявляє зацікавленість позитивізмом і природознавством.
Роботи цього періоду: «Людське, занадто людське» (1878—1880) — автор вдається до різкої критики моралі тогочасного суспільства; «Ранкова зоря» (1881); «Весела наука» (1882) — розвиває концепцію «переоцінки цінностей».
Основна проблема цього періоду — накопичення душевних переживань, завдяки яким у душу ллється «вогненне життя». Це життя лише на мить могло піднятися над душевною невдоволеністю. Внутрішнє переживання трактувалося як доповнення до зовнішнього сприйняття. Ніцше намагався піднестися над однобічним світом сприйняття. Його твори вибудувані, як низка афоризмів.

### 1883—1889 роки

«Так говорив Заратустра». Видання 1889 року

Основні роботи: «По той бік добра й зла» (1883—1886); «Генеалогія моралі» (1887); «Так казав Заратустра. Книга для всіх і ні для кого» (1883—1885); «Антихристиянин» (1888); «Сутінки кумирів».
У творчості Ніцше поняття не вибудовуються в струнку систему, а з'являються як багатозначні символи: «життя», «воля до влади», що є саме буття в його динамічності, пристрасть та інстинкт, самозбереження.
У цей період вводиться у вжиток поняття «надлюдина» як зміст землі. «Хай буде надлюдина смислом землі!», «Надлюдина — це море, де потоне презирство ваше. Надлюдина — це блискавка, це божевілля!»
«Велич людини в тому, що вона є мостом, а не ціллю; і любові в ній гідне лише те, що вона є переходом і знищенням. Я люблю того, хто не вміє жити інакше, окрім як в ім'я власної загибелі, тому що він іде через міст».

## Політичні погляди
Філософ розрізняв два типи держави — аристократичну і демократичну. Аристократичні держави для філософа це — теплиці високої культури і сильної породи людей. Демократія вбачається йому як форма занепаду нації. «Де ще існує народ, там він не розуміє держави і ненавидить її як лихе око і зневагу прав та звичаїв.» Отже, Ніцше бачив в аристократії спасіння від державної машини. Філософ був прихильником анархізму, бажав знищити державну машину. «Тільки там де немає держави, постає людина, яка не зайва — там починається пісня потрібних і мудрість єдина і незмінна.» Отже, якщо держава то тільки монархія, здебільшого для «зайвих» людей. Ніцше відмічав тенденцію до падіння ролі держави і допускав взагалі зникнення такого поняття, як держава в недалекому майбутньому. Разом з тим він відкидав можливість активної дії задля падіння державного устрою і надіявся, що такий інститут, як держава ще довго проіснує.
Говорячи про падіння держави в майбутньому, філософ притримувався думки, що мало імовірності того, що після падіння держави наступить хаос і, скоріше за все, з'явиться установа досконаліша за державу. Вельми дивна тут позиція Ніцше. Критикуючи державу за те, що вона створює правлячу еліту — тут же і оспівує її (еліту). Нападаючи на державу за ієрархізацією суспільства — підносить верхівку цієї піраміди.
З різними варіаціями Ніцше повторює основну ідею своєї аристократичної концепції: висока культура і розвиток вищих видів людей потребує рабства, підневільної праці великої кількості для визволення привілейованого класу від фізичної праці і потреби боротьби за існування.

## Твори
- Походження трагедії з духу музики (1872)
- Філософія в трагічну епоху Греції (1873)
- Про істину й неправду в позаморальному розумінні (1873)
- Наука й мудрість у боротьбі (1875)
- Несвоєчасні міркування (1873—1876)
- Людське, надто людське (1878)
- Ранкова зоря. Думки про моральні пересуди (1881)
- Весела наука (1882)
- Так казав Заратустра (1883—1885)
- По той бік добра і зла. Прелюдія до філософії майбутнього (1886)
- Генеалогія моралі (1887)
- Казус Вагнер (1888)
- Сутінки богів (1889)
- Антихрист (вступ до незавершеної книги «Жадання влади») (1895) (уривок)[недоступне посилання]
- Ніцше проти Вагнера (1895)

## Переклади українською
- Ораторія «Так мовив Заратустра».
- Фрідріх Ніцше. Ораторія «Антихріст».(укр.)
- Фрідріх Ніцше. Ораторія «Сутінки Ідолів». (укр.)
- Твори Фрідріха Ніцше у е-бібліотеці «Чтиво» [Архівовано 1 травня 2011 у Wayback Machine.]
- Фрідріх Ніцше. Так мовив Заратустра: Книга для всіх і для нікого. Переклад з німецької Лесь Гринюк. — Коломия: Галицька накладня Якова Оренштайна, 1910. — 516 с.
- Фрідріх Ніцше. Так казав Заратустра. Жадання влади. Переклад з німецької Анатолій Онишко та Петро Таращук. — Київ: Дніпро, Київ: Основи, 1993. — 415 с. — ISBN 5-308-01381-0. (завантажити з e-бібліотеки Chtyvo.org [Архівовано 17 березня 2013 у Wayback Machine.])
  - (перевидання) Фрідріх Ніцше. Так казав Заратустра. Жадання влади. Переклад з німецької Анатолій Онишко та Петро Таращук. — Київ: Основи, 2003. — 437 с. — ISBN 966-500-079-9.
- Фрідріх Ніцше. Народження трагедії (уривки).[14] Переклад з німецької Іван Герасим. — Львів: Літопис, 1996. — С. 42–54. (завантажити з e-бібліотеки 1576.ua [Архівовано 5 січня 2016 у Wayback Machine.])
- Фрідріх Ніцше. По той бік добра і зла. Генеалогія моралі. Переклад з німецької Анатолій Онишко. — Львів: Літопис, 2002. — 320 с. — ISBN 966-7007-64-1. (завантажити з e-бібліотеки Chtyvo.org[недоступне посилання з липня 2019])
- Фрідріх Ніцше. Повне зібрання творів. — Том 1. Народження трагедії. Невчасні міркування I—IV; Твори спадку 1870—1873. Переклад з німецької Катерина Котюк та Олег Фешовець. — Львів: Астролябія, 2004. — 769 с. — ISBN 966-8657-02-0. (завантажити з e-бібліотеки ukrknyga [Архівовано 23 лютого 2010 у Wayback Machine.])
- Фрідріх Ніцше. Повне зібрання творів. — Том 4. Так мовив Заратустра. Переклад з німецької Олег Фешовець. — Львів: Астролябія, 2010. — 384 с. — ISBN 978-966-8657-44-3.[15]
- Фрідріх Ніцше. Повне зібрання творів. — Том 6. Людське, надто людське: Книга для вільних умів. Переклад з німецької Катерина Котюк. — Львів: Астролябія, 2012. — 408 с. — ISBN 978-617-664-009-7.
- Фрідріх Ніцше. Повне зібрання творів. — Том 5. Перемішані думки і вислови; Мандрівник і його тінь. Переклад з німецької Катерина Котюк. — Львів: Астролябія, 2012. — 300 с. — ISBN 978-617-664-010-3.
- Фрідріх Ніцше. Так мовив Заратустра. Книжка для всіх і ні для кого. Переклад з німецької: Ганна Савченко. Харків: Фоліо. 2019. 256 стор. ISBN 978-966-03-8712-6[16]
- Фрідріх Ніцше. Шопенгауер як вихователь. Сутінки ідолів. Переклад з німецької: Ганна Савченко. Харків: Фоліо. 2020. 192 стор. ISBN 978-966-03-9222-9[17]
- Фрідріх Ніцше. Весела наука. Переклад з німецької: Володимир Чайковський. Харків: Фоліо. 2020. 288 стор. ISBN 978-966-03-9212-0[18]